# Aéroport de Lappeenranta
L'aéroport de Lappeenranta (code IATA : LPP • code OACI : EFLP) (finnois : Lappeenrannan lentoasema) est un aéroport situé à 2 km du centre-ville de Lappeenranta en Finlande

## Situation
| \| 50 km1:2 811 000 \| Enontekiö Helsinki-Malmi Helsinki-Vantaa Ivalo Joensuu Jyväskylä Kajaani Kemi-Tornio Kittilä Kokkola-Pietarsaari Kuopio Kuusamo Lappeenranta Mariehamn Oulu Pori Rovaniemi Savonlinna Tampere Turku Vaasa Varkaus |
| 50 km1:2 811 000 |

## Compagnies et destinations
| Compagnies | Destinations          |
| ---------- | --------------------- |
| Ryanair    | Bergame-Orio al Serio |

Édité le 17/01/2020  Actualisé le 01/03/2023

## Trafic
En 2013, il a accueilli environ 98000 passagers ce qui en fait le 11e aéroport de Finlande.
| Année | Domestique | International | Total   | Variation |
| ----- | ---------- | ------------- | ------- | --------- |
| 2005  | 46 536     | 3 112         | 49 648  | +1,7 %    |
| 2006  | 40 779     | 8 724         | 49 503  | −0,3 %    |
| 2007  | 18 948     | 4 036         | 22 984  | −53,6 %   |
| 2008  | 19 056     | 4 283         | 23 339  | +1,5 %    |
| 2009  | 8 265      | 5 798         | 14 063  | −39,7 %   |
| 2010  | 4 190      | 56 910        | 61 100  | +324,7 %  |
| 2011  | 310        | 115 957       | 116 267 | +90,3 %   |
| 2012  | 112        | 93 650        | 93 762  | −19,4 %   |
| 2013  | 147        | 98 153        | 98 300  | +4,8 %    |

La forte baisse de 2006 à 2009 est principalement due à l'ouverture de la voie ferrée Kerava–Lahti en septembre 2006 qui a fortement raccourci le temps de transport ferroviaire pour Helsinki et a causé la fermeture de la liaison aérienne Lappeenranta-Helsinki.
En mars 2010, Ryanair a ouvert des liaisons avec Lappeenranta.
AirBaltic a desservi Lappeenranta de novembre 2009 à janvier 2014.